# Quatrième bataille de Bergisel
Pour les articles homonymes, voir Bataille de Berg Isel.
Rébellion du Tyrol
Batailles
- Axams
- Sterzing
- Innsbrück
- Kufstein
- Volano
- Lofer
- Waidring
- Wörgl
- Strass im Zillertal
- 1re Bergisel
- 2e Bergisel
- Franzensfeste
- Pontlatzer Brücke
- 3e Bergisel
- Unken
- Lueg
- Hallein
- Melleck
- 4e Bergisel
- Pustertal
- Meran
- Sankt Leonhard in Passeier

La quatrième bataille de Bergisel se déroule le 1er novembre 1809 lors de la rébellion du Tyrol. Elle s'achève par la victoire des Bavarois qui chassent les rebelles tyroliens de la montagne du Bergisel, près d'Innsbrück.

## Prélude
Le 21 octobre 1809, face à l'arrivée des forces bavaroises trop supérieures en nombre, Andreas Hofer ordonne l'évacuation d'Innsbrück et le repli général de ses troupes au Bergisel. Cependant, bon nombre de miliciens tyroliens sont démoralisés et désertent. Le 22 octobre Hofer envoie à l'empereur François Ier d'Autriche un appel à l'aide. Le 25 octobre, les Bavarois, commandés par le général français Jean-Baptiste Drouet d'Erlon, entrent sans résistance à Innsbrück. 
Hofer prévient Drouet que ses hommes sont prêts à mourir pour la défense de la religion et de la constitution. Drouet réplique qu’il vient faire appliquer le traité de Schönbrunn. Le 25 octobre, malgré l'opposition du roi de Bavière, le général et vice-roi d’Italie Eugène de Beauharnais proclame qu'il est prêt à accorder une amnistie aux insurgés qui mettront bas les armes. Deux jours plus tard, Drouet donne connaissance de ce manifeste à Hofer. Les Tyroliens refusent d'abord de croire que l'empereur d'Autriche a signé le traité de Schönbrunn, qui cède le Tyrol à la Bavière. Mais le 29 octobre, un courrier de l'archiduc Jean confirme la nouvelle. Bouleversé, Hofer songe un moment à négocier et demande son amnistie (qui sera refusée), mais il cède à l'influence de Haspinger et décide de poursuivre la lutte malgré sa situation désespérée.

## Déroulement
Les Tyroliens s'en remettent à leur foi religieuse, et, espérant une intervention divine, décident de lancer l’offensive sur Innsbrück le 1er novembre. Cependant, le général Drouet a également fixé son attaque sur Berisel à cette même date. Les forces de la Bavière sont de 20 000 hommes d'après Jean Sévillia, mais selon Digby Smith Drouet engage 6 000 hommes et douze canons au combat de la 2e division bavaroise commandée par Carl von Wrede. Hofer dispose de son côté de 8 535 tirailleurs répartis en 70 compagnies.
À l'aube, les deux armées se rencontrent. À neuf heures, l'artillerie bavaroise ouvre le feu. Les Tyroliens sont surpris par l'avancée, des Bavarois masqués par le brouillard, et sont enfoncés sur leur flanc gauche, puis sur leur centre. Les fortifications érigées au Bergisel sont prises en une heure. Seul Speckbacher, sur le flanc droit, obtient un succès et parvient à s'emparer du pont de Hall, mais, isolé, il est bientôt contraint de battre en retraite. Les Tyroliens décrochent après deux à trois heures de combat et Drouet s'empare du Bergisel, dont il fait détruire les fortifications.

## Pertes
Pour Jean Sévillia, le combat a fait une cinquantaine de blessés dans chaque camp. Selon Digby Smith, les Bavarois déplorent un mort et 40 blessés, tandis que les pertes tyroliennes sont de 350 hommes, tués, blessés ou prisonniers et cinq canons.